# سیارک ۹۶۶۳
سیارک ۹۶۶۳ (به انگلیسی: 9663 Zwin، نامگذاری:1996GC18) نه هزار و ششصد و شصت و سومین سیارک کشف شده‌است که در ۱۵ آوریل ۱۹۹۶ کشف شد.
قدر مطلق سیارک برابر ۱۷.۰ است.